# Edmund Lober von Karstenrod
Edmund Lober Edler von Karstenrod (* 3. November 1857 in Brünn; † 24. Dezember 1930 in Graz) war ein Feldmarschallleutnant der k.u.k. Armee.

## Leben
Edmund Lober Edler zu Karstenrod, Sohn eines Brünner Fabrikdirektors, studierte 3 Jahre an der Deutschen Technischen Hochschule Brünn, wo er 1878 dem Corps Marchia Brünn beitrat.
Nachdem er bereits als Einjährig-Freiwilliger im k.u.k. Infanterieregiment No. 8 gedient hatte, schlug er 1879 die Offizierslaufbahn in der k.u.k. Armee ein. In diesem Jahr legte er die Ergänzungsprüfung zum Berufsoffizier ab und wurde zum Leutnant befördert. Von 1880 bis 1881 absolvierte er in Olmütz die Infanterie-Equitation. 1885 erfolgte seine Beförderung zum Oberleutnant. Nach Besuch der Armeeschule wurde er 1892 zum Hauptmann 2. Klasse und 1894 zum Hauptmann 1. Klasse befördert. 1897 nahm er am Landwehrinfanteriekurs teil. 1904 wurde er zum Major, 1905 zum Oberstleutnant und 1912 zum Oberst befördert.
Zu Beginn des Ersten Weltkriegs im Jahre 1914 befehligte er das zur Garnison Rzeszów in Galizien gehörige 17. Landwehrregiment. Am 1. September 1915 wurde er zum Generalmajor befördert und wurde Militärkommandant und Inspizierender General in Hermannstadt. Auf sein Ansuchen trat er am 1. August 1917 in den Ruhestand. Einen Monat vor Kriegsende, am 8. Oktober 1918, erfolgte seine Ernennung zum Titular-Feldmarschalleutnant. Nach dem Krieg ließ er sich in Graz nieder, wo er auch verstarb.

## Auszeichnungen

### Vor dem Ersten Weltkrieg
- Kriegsmedaille
- Militär-Verdienstmedaille am roten Bande
- Militär-Verdienstauszeichnung für die bewaffnete Macht
- Militär-Jubiläumskreuz
- Militärkreuz für vorzügliche Dienstleistungen

### Im Ersten Weltkrieg
- Militärverdienstkreuz 3. Klasse mit Schwertern
- Ritterkreuz des Österreichisch-kaiserlichen Leopold-Ordens mit Schwertern
- Orden der Eisernen Krone 3. Klasse mit Schwertern